# Volk in Not
Volk in Not ist ein deutsches Stummfilmdrama aus dem Jahre 1925 von Wolfgang Neff. Die Hauptrollen spielen Hermine Sterler, Werner Pittschau und Claire Rommer.

## Handlung
Die ostpreußische Gutsherrin Elisabeth Ditten bleibt, trotz des brutalen Überfalls der russischen Invasoren im August 1914, zu Beginn des Ersten Weltkriegs an der Ostfront, auf ihrem von den Russen eroberten und besetzten Gut und versteckt dort ihren Sohn Horst, der bei der Verteidigung der heimischen Scholle verwundet wurde. Als ein zaristisch-russischer Offizier ihr Geheimnis entdeckt, schweigt er und verhindert dadurch, dass der Sohn der Gutsherrin in Gefangenschaft gerät. Dessen russischer Kamerad entdeckt jedoch den Verborgenen und droht, Mutter und Sohn schwer zu bestrafen. Im letzten Moment können die Ostpreußen von nahenden deutschen Soldaten wieder entsetzt werden. Es kommt zu Scharmützeln, bei denen der anständige Zarenoffizier sein Leben verliert. Nachdem im Ort wieder Frieden eingekehrt ist, heiratet Horst seine Cousine Herta.

## Produktionsnotizen
Volk in Not, manchmal auch mit dem Untertitel Ein Heldenlied von Tannenberg versehen, passierte am 6. November 1925 die Zensur und wurde am 10. Dezember desselben Jahres in Berlins Schauburg uraufgeführt. Der mit Jugendverbot belegte Streifen besaß sieben Akte, verteilt auf 2276 bzw. 2314 Metern Länge.
Willi A. Herrmann gestaltete die Filmbauten.
Der Film erhielt das Prädikat „volksbildend“.

## Kritik
Paimann’s Filmlisten resümierte: „Der Krieg mit seinen Greueln und der gezwungenen Begeisterung der Kriegsteilnehmer, der in vielen ähnlichen Filmen der letzten Zeit nur Hintergrund gewesen ist, ist hier Selbstzweck geworden und Szenen aus verflossenen Kriegsberichten feiern in Doubles Auferstehung. Im Übrigen ist das Sujet spannend gearbeitet, hat viele packenden Szenen, wie auch die Darstellung recht gut ist.“